# Booster (musicien)
Pour les articles homonymes, voir Armbruster et Booster.
Olivier Armbruster, alias Booster, est un musicien et compositeur français de nu jazz, né le 31 janvier 1976.

## Discographie

### Albums
- 2001 : Loop in Release  (Blue Note)

single : You're the one feat. Juan Rozoff
- 2010 : Slow is Beautiful (Underdog Records)

single : Sex friend feat. Sandra Nkaké

### Compilations
Ces deux compilations publiées par Blue Note sont des sélections par Booster dans leur catalogue, pour composer une ambiance musicale.
- 2000 : Chips & Cheers, Blue Note Mix Tape Vol 1
- 2000 : Scotch & Sofa, Blue Note Mix Tape Vol 2